# Iris Aldegani
Iris Aldegani (Buenos Aires, 17 de agosto de 1931) es una artista plástica y escultora argentina radicada en México, desde 1976. Sus obras transitan ente la mirada de lo femenino y de la migración. En 2002 fue galardonada en la Primera Bienal iberoamericana y del Caribe.

## Biografía
Nació en el barrio de Caballito. Sus padres eran comunistas, en su casa a menudo, se hacían reuniones con anarquistas, comunistas, socialistas, la internacional estaba siempre presente; corrían los años de la gran depresión económica en Argentina y se juntaban para hablar de política y escuchar por radio las noticias de la guerra civil española. En ese ambiente solidario, crítico, político transcurrieron los primeros años de su vida.
En su casa se usaba leña para cocinar, ella era la encargada de cuidar que el fuego no se apagara hasta que su madre regresara de trabajar, ella supone que de ahí viene su fascinación por el fuego, elemento fundamental en su trabajo como ceramista. 
Fue influenciada por sus tías Sara Preto, escultora, y Rebeca Dial, pintora desde el inicio de su carrera artística valoraron su trabajo, le dieron acompañamiento y la impulsaron para explorar los diversos caminos de las artes plásticas. Junto con Rebeca frecuentó el taller de dibujo de la Sociedad Artistas Estudiantes y Egresados de Bellas Artes.

### Educación
Comenzó sus estudios de dibujo y pintura asistiendo a talleres de artistas argentinos como Carlos, Rubén Daltoe o Juan Batlle Planas. Estudió la licenciatura en Cerámica Artística en la Escuela Nacional de Cerámica Fernando Arránz y tomó clases  de pintura en la Escuela Superior de Bellas Artes Ernesto de la Cárcova en Buenos Aires, Argentina.
Llegó a México en 1976, con una beca de intercambio cultural entre el INBAL y la Embajada Argentina en México, para un curso de pintura mural en el Taller de Pintura Mural y Escultura Monumental David Alfaro Siqueiros en Cuernavaca, conocido como La Tallera en Cuernavaca. 
Posteriormete se incorporó a la Academia de San Carlos, de la Universidad Nacional Autónoma de México asistiendo a talleres de mural y pintura. 
En 1989, cursó seminarios y talleres en la Escola de cerámica de Sargadelos, Lugo, España  y de escultura en la Escuela La Bisbal, de Gerona, Cataluña. En 1991 cursó el Diplomado en Desarrollo de la creatividad en la Universidad Iberoamericana, CDMX.

## Trayectoria
Cuenta con más de 100 exposiciones colectivas nacionales e internacionales, en EUA, Canadá, España, Argentina, Bulgaria, Cuba, Italia, Venezuela, entre otras y 15 individuales, en el Centro Cultural Ollin Yolliztli, Instituto Politécnico Nacional, Galería Gradiva Bs As Argentina, Litio en San Miguel de Allende Guanajuato, Rectoría de la Universidad Autónoma Metropolitana. Y ha realizado varios murales en México y Argentina.
Su primera exposición individual fue en el Atelier Sara Preto en 1975, ubicado en el barrio de San Telmo, Buenos Aires.
Desde el año 2013 forma parte del grupo ComuArte-México. Su obra forma parte de colecciones particulares en Argentina, Alemania, Bruselas, España y EUA.
En 1978 creó el Taller de Cerámica artística de Extensión Universitaria en la Universidad Autónoma Metropolitana – Unidad Xochimilco el cual coordinó durante 38 años. Impartió varios talleres de cerámica, pintura para infantes y adultos en diferentes ciudades de la República Mexicana. Colaboró como artista plástica en la revista El universo del búho.
En 1976 fue seleccionada una escultura realizada por Iris, para premiar el primer lugar en el Concurso de Poesía Roberto Artl. Casa de la Cultura, Ramos Mejía, Argentina.

## Obra
Su obra plástica logra extenderse en formas terrosas con texturas, luces y constructivismo abstracto, con su trayectoria personal. 

### Exposiciones individuales
- Latidos y Latitudes. Casa de la Primera Imprenta de América. Embajada Argentina –UAM-Xochimilco. 2016
- Parejas. Tintas, Biblioteca Pública de la Ciudad de Oaxaca
- Mesas. Óleos, Galería Gradiva. Buenos Aires. 1998
- El en desván de la memoria. Óleos y arte objeto, Sala Gilberto Aceves Navarro. Universidad Autónoma Metropolitana – Xochimilco. 2009
- Recuerdos de infancia. Pintura y esculturas en terracota, Universidad Autónoma Metropolitana - Xochimilco. 2020
- VII Festival Internacional de Otoño. Cerámica y pintura, Museo Mario Pani. 1999
- Parejas. Tintas. Playas de Barro, Asturias. 1989
- Parejas. Tintas. Palacio de Convenciones, La Habana, Cuba. 1988.[4]

### Murales
- 2006. Mural Mujeres y Diosas- Jornadas Argentino-Mexicana de Arte Público y Muralismo- Municipalidad de Berazategui, Argentina
- 1997. Mural Mujeres Fragmentadas- Primera Jornada de Arte Público, Maestro Delgadillo – Politécnico Nacional, CDMX- México
- 1996. Mural en el Restaurante El Jardín - Hotel Nico, CDMX -México
- 1980. Homenaje a Neruda – Mural Exterior, Peña Morelos, CDMX- México
- 1978/79. Proyectos y Prácticas de Mural, Becada- Taller Siqueiros – Cuernavaca, Morelos- México
- 1974. Tercera Fiesta Gaucha – Murales en Madariaga, Maestro Italo Graci- Provincia de Buenos Aires- Argentina
- 1973. Los amigos – Mural portátil en azulejo cerámico, Buenos Aires- Argentina[5]

## Reconocimientos
- En 1986 recibió un reconocimiento otorgado por la UAM – ofrenda de día de Muertos e Instalación, CDMX – México.
- En 1984 la SEP la distinguió por su labor educativa por varios cursos y talleres de creatividad impartidos en la República Mexicana.
- En 2002 obtuvo el Tercer Premio de Pintura, Primera Bienal iberoamericana y del Caribe, auspiciada por la embajada de Venezuela en México.
- En 1975 el Segundo Premio Pintura de caballete, Casa del arte de San Telmo- Club Belgrano, Buenos Aires -Argentina.
- En 1974 ganó el Primer Premio de bocetos para mural. Liga Naval Argentina. Donada a la Embajada Argentina en México, CDMX - México.[6]